# Saint-Ronan
Saint-Ronan är en kyrkobyggnad i byn Locronan i departementet Finistère i Bretagne, helgad åt den helige Ronan. Kyrkobygget inleddes 1420 under Johan VI och fullbordades 1480 under Frans II.
I det intilliggande Chapelle du Pénity finns den helige Ronans gravmonument. Kyrkan är sedan år 1846 ett monument historique.